# Sportgemeinschaft Dynamo Dresden 2014-2015
Questa voce raccoglie le informazioni riguardanti la Sportgemeinschaft Dynamo Dresden nelle competizioni ufficiali della stagione 2014-2015.

## Stagione
Nella stagione 2014-2015 il Dinamo Dresda, allenato da Stefan Böger e Peter Németh, concluse il campionato di 3. Liga al 6º posto. In Coppa di Germania il Dinamo Dresda fu eliminato agli ottavi di finale dal Borussia Dortmund.

## Rosa
| N. |                        | Ruolo | Calciatore         |
| -- | ---------------------- | ----- | ------------------ |
| 1  | Germania (bandiera)    | P     | Markus Scholz      |
| 4  | Germania (bandiera)    | D     | Dennis Erdmann     |
| 5  | Germania (bandiera)    | D     | Michael Hefele     |
| 6  | Germania (bandiera)    | C     | Marco Hartmann     |
| 7  | Germania (bandiera)    | D     | Niklas Kreuzer     |
| 8  | Germania (bandiera)    | D     | Nils Teixeira      |
| 9  | Paesi Bassi (bandiera) | A     | Sylvano Comvalius  |
| 10 | Germania (bandiera)    | C     | Luca Dürholtz      |
| 11 | Germania (bandiera)    | A     | Justin Eilers      |
| 13 | Germania (bandiera)    | P     | Benjamin Kirsten   |
| 14 | Togo (bandiera)        | D     | Alban Sabah        |
| 16 | Germania (bandiera)    | C     | Jim-Patrick Müller |
| 17 | Germania (bandiera)    | D     | Tobias Heppner     |
| 18 | Germania (bandiera)    | D     | Jannik Müller      |
| 19 | Germania (bandiera)    | A     | Mathias Fetsch     |

| N. |                        | Ruolo | Calciatore          |
| -- | ---------------------- | ----- | ------------------- |
| 20 | Germania (bandiera)    | C     | Dominic Baumann     |
| 21 | Germania (bandiera)    | C     | Quirin Moll         |
| 22 | Turchia (bandiera)     | C     | Sinan Tekerci       |
| 23 | Germania (bandiera)    | D     | David Vržogić       |
| 24 | Germania (bandiera)    | P     | Patrick Wiegers     |
| 28 | Germania (bandiera)    | D     | Niklas Landgraf     |
| 29 | Germania (bandiera)    | C     | Robin Fluß          |
| 30 | Paesi Bassi (bandiera) | A     | Furhgill Zeldenrust |
| 31 | Germania (bandiera)    | C     | Paul Milde          |
| 32 | Germania (bandiera)    | C     | Franz Pfanne        |
| 33 | Germania (bandiera)    | C     | Robert Andrich      |
| 34 | Germania (bandiera)    | C     | Marvin Stefaniak    |
| 38 | Germania (bandiera)    | A     | Tobias Müller       |
| 40 | Germania (bandiera)    | C     | Cristian Fiél       |

## Organigramma societario
Area tecnica
- Allenatore: Peter Németh
- Allenatore in seconda: Kristian Walter
- Preparatore dei portieri: Thomas Köhler
- Preparatori atletici:

## Calciomercato

### Sessione estiva
| Acquisti | Acquisti            | Acquisti          | Acquisti |
| R.       | Nome                | da                | Modalità |
| -------- | ------------------- | ----------------- | -------- |
| A        | Mathias Fetsch      | Augusta           |          |
| A        | Furhgill Zeldenrust | RKC Waalwijk      |          |
| C        | Sinan Tekerci       | Norimberga II     |          |
| C        | Quirin Moll         | Unterhaching      |          |
| C        | Dominic Baumann     | Dinamo Dresda U19 |          |
| A        | Sylvano Comvalius   | Eintracht Treviri |          |
| C        | Luca Dürholtz       | Bayer Leverkusen  |          |
| A        | Justin Eilers       | Wolfsburg II      |          |
| D        | Dennis Erdmann      | Schalke 04        |          |
| D        | Michael Hefele      | Wacker Burghausen |          |
| D        | Niklas Kreuzer      | Rot-Weiß Erfurt   |          |
| D        | Jannik Müller       | Colonia II        |          |
| D        | Nils Teixeira       | FSV Francoforte   |          |
| D        | David Vržogić       | Bayern Monaco II  |          |

| Cessioni | Cessioni             | Cessioni          | Cessioni |
| R.       | Nome                 | a                 | Modalità |
| -------- | -------------------- | ----------------- | -------- |
| C        | Robert Koch          | Norimberga        |          |
| D        | Romain Brégerie      | Darmstadt         |          |
| A        | Mickaël Poté         | Omonia            |          |
| A        | Mohamed Amine Aoudia | FSV Francoforte   |          |
| P        | Florian Fromlowitz   | Wehen Wiesbaden   |          |
| C        | Vincenzo Grifo       | Hoffenheim        |          |
| C        | Tobias Kempe         | Darmstadt         |          |
| C        | Tommy Klotke         | Budissa Bautzen   |          |
| D        | Toni Leistner        | Union Berlino     |          |
| C        | Anthony Losilla      | Bochum            |          |
| D        | Christoph Menz       | Rot-Weiß Erfurt   |          |
| C        | Idir Ouali           | Paderborn         |          |
| D        | Thorsten Schulz      | Erzgebirge Aue    |          |
| C        | Sebastian Schuppan   | Arminia Bielefeld |          |

### Sessione invernale
| Acquisti | Acquisti           | Acquisti          | Acquisti |
| R.       | Nome               | da                | Modalità |
| -------- | ------------------ | ----------------- | -------- |
| C        | Robert Andrich     | Hertha Berlino II |          |
| C        | Jim-Patrick Müller | Sandhausen        |          |

| Cessioni | Cessioni    | Cessioni        | Cessioni |
| R.       | Nome        | a               | Modalità |
| -------- | ----------- | --------------- | -------- |
| P        | Marek Große | Budissa Bautzen |          |

## Risultati

### 3. Liga

#### Girone di andata
| Arbitro: | Thomsen |

|                              |           |            |
| Vier 22’ (aut.) Dürholtz 36’ | Marcatori | 90’ Eisele |

| Arbitro: | Gagelmann |

|              |           |                                     |
| Kaufmann 74’ | Marcatori | 9’ Erdmann 16’ Eilers 38’ Comvalius |

| Arbitro: | Ittrich |

|                     |           |                          |
| Salem 53’ Menga 59’ | Marcatori | 23’ Comvalius 36’ Hefele |

| Arbitro: | Dankert |

|                                       |           |             |
| Comvalius 21’ Hartmann 34’ Hefele 48’ | Marcatori | 56’ Piossek |

| Arbitro: | Fritz |

|                        |           |  |
| Wiegel 16’ Möhwald 65’ | Marcatori |  |

| Arbitro: | Winkmann |

|            |           |                           |
| Eilers 68’ | Marcatori | 41’ Heider 89’ Siedschlag |

| Arbitro: | Gerach |

|  |           |                          |
|  | Marcatori | 72’ Eilers 84’ Stefaniak |

| Arbitro: | Willenborg |

|                 |           |            |
| Eilers 14’, 78’ | Marcatori | 32’ Aosman |

| Arbitro: | Cortus |

|           |           |                               |
| Rizzi 36’ | Marcatori | 25’, 90’ Eilers 57’ Comvalius |

| Arbitro: | Göpferich |

|            |           |              |
| Eilers 31’ | Marcatori | 90’ Bouziane |

| Arbitro: | Gagelmann |

|           |           |            |
| Kruse 31’ | Marcatori | 25’ Fetsch |

| Arbitro: | Steinhaus-Webb |

|               |           |  |
| Comvalius 85’ | Marcatori |  |

| Arbitro: | Rohde |

|                                        |           |            |
| Hemlein 8’ Ulm 22’ Schütz 36’ Klos 76’ | Marcatori | 12’ Eilers |

| Dresda 18 ottobre 2014, ore 14:00 CEST 14ª giornata | Dinamo Dresda | 0 – 0 referto | Fortuna Colonia | Stadion Dresden (23 811 spett.)\| Arbitro: \| Jöllenbeck \| |
| Arbitro:                                            | Jöllenbeck    |               |                 |                                                             |

| Duisburg 25 ottobre 2014, ore 14:00 CEST 15ª giornata | Duisburg | 0 – 0 referto | Dinamo Dresda | Schauinsland-Reisen-Arena (13 720 spett.)\| Arbitro: \| Schmidt \| |
| Arbitro:                                              | Schmidt  |               |               |                                                                    |

| Arbitro: | Brych |

|             |           |           |
| Tekerci 53’ | Marcatori | 90’ Stein |

| Arbitro: | Schult |

|                                          |           |  |
| Erb 57’ (rig.) Hufnagel 77’ Widemann 83’ | Marcatori |  |

| Arbitro: | Alt |

|            |           |            |
| Eilers 14’ | Marcatori | 90’ Harder |

| Arbitro: | Siebert |

|            |           |                      |
| Jakobs 52’ | Marcatori | 25’, 61’, 86’ Fetsch |

#### Girone di ritorno
| Aspach 7 dicembre 2014, ore 15:00 CET 20ª giornata | Stoccarda II | 0 – 0 referto | Dinamo Dresda | Mechatronik Arena (3 210 spett.)\| Arbitro: \| Brand \| |
| Arbitro:                                           | Brand        |               |               |                                                         |

| Arbitro: | Meyer |

|             |           |  |
| Tekerci 55’ | Marcatori |  |

| Arbitro: | Dietz |

|                         |           |                |
| Hartmann 51’ Eilers 61’ | Marcatori | 29’ Il'jučenko |

| Arbitro: | Weiner |

|                          |           |               |
| Reichwein 66’ Krohne 84’ | Marcatori | 50’ Comvalius |

| Arbitro: | Reichel |

|  |           |             |
|  | Marcatori | 88’ Czichos |

| Arbitro: | Stegemann |

|               |           |  |
| Schäffler 76’ | Marcatori |  |

| Arbitro: | Petersen |

|  |           |             |
|  | Marcatori | 52’ Jänicke |

| Arbitro: | Aarnink |

|                     |           |                            |
| Hesse 53’ Pusch 73’ | Marcatori | 8’, 26’, 29’ (rig.) Eilers |

| Arbitro: | Schröder |

|  |           |           |
|  | Marcatori | 67’ Morys |

| Arbitro: | Waschitzki-Günther |

|             |           |  |
| Franzin 18’ | Marcatori |  |

| Arbitro: | Ittrich |

|                               |           |                                     |
| Tekerci 18’ Eilers 72’ (rig.) | Marcatori | 24’ Franke 37’ Bertram 52’ Furuholm |

| Arbitro: | Bandurski |

|                     |           |  |
| Endres 18’ Fink 27’ | Marcatori |  |

| Arbitro: | Osmers |

|                          |           |  |
| Teixeira 35’ (rig.), 83’ | Marcatori |  |

| Arbitro: | Schult |

|               |           |  |
| Engelmann 28’ | Marcatori |  |

| Arbitro: | Schmidt |

|  |           |                               |
|  | Marcatori | 68’ Onuegbu 78’ (rig.) Janjić |

| Arbitro: | Stieler |

|                                            |           |                                                           |
| Engelbrecht 26’ Edwini-Bonsu 75’ Stein 83’ | Marcatori | 14’ Kreuzer 28’ Stefaniak 58’ (aut.) Fennell 90’ Hartmann |

| Arbitro: | Kampka |

|                                              |           |                  |
| Eilers 4’, 39’, 64’ Hartmann 49’ Tekerci 75’ | Marcatori | 60’ (rig.) Thiel |

| Arbitro: | Kempkes |

|                     |           |                                   |
| Amini 9’ Harder 78’ | Marcatori | 4’ Hefele 44’ Müller 63’ Dürholtz |

| Arbitro: | Wingenbach |

|                        |           |           |
| Eilers 42’ Tekerci 86’ | Marcatori | 11’ Ikeng |

### Coppa di Germania
| Arbitro: | Aytekin |

|                                |           |           |
| Eilers 24’ (rig.) Teixeira 50’ | Marcatori | 78’ Matip |

| Arbitro: | Wingenbach |

|                 |           |             |
| Eilers 61’, 94’ | Marcatori | 53’ Terodde |

| Arbitro: | Welz |

|  |           |                   |
|  | Marcatori | 50’, 90’ Immobile |

## Statistiche

### Statistiche di squadra
| Competizione      | Punti | In casa | In casa | In casa | In casa | In casa | In casa | In trasferta | In trasferta | In trasferta | In trasferta | In trasferta | In trasferta | Totale | Totale | Totale | Totale | Totale | Totale | DR |
| Competizione      | Punti | G       | V       | N       | P       | Gf      | Gs      | G            | V            | N            | P            | Gf           | Gs           | G      | V      | N      | P      | Gf     | Gs     | DR |
| ----------------- | ----- | ------- | ------- | ------- | ------- | ------- | ------- | ------------ | ------------ | ------------ | ------------ | ------------ | ------------ | ------ | ------ | ------ | ------ | ------ | ------ | -- |
| 3. Liga           | 56    | 19      | 9       | 4       | 6       | 26      | 19      | 19           | 7            | 4            | 8            | 26           | 29           | 38     | 16     | 8      | 14     | 52     | 48     | +4 |
| Coppa di Germania | -     | 3       | 2       | 0       | 1       | 4       | 4       | 0            | 0            | 0            | 0            | 0            | 0            | 3      | 2      | 0      | 1      | 4      | 4      | 0  |
| Totale            | 56    | 22      | 11      | 4       | 7       | 30      | 23      | 19           | 7            | 4            | 8            | 26           | 29           | 41     | 18     | 8      | 15     | 56     | 52     | +4 |

### Andamento in campionato
| Giornata  | 1 | 2 | 3 | 4 | 5 | 6 | 7 | 8 | 9 | 10 | 11 | 12 | 13 | 14 | 15 | 16 | 17 | 18 | 19 | 20 | 21 | 22 | 23 | 24 | 25 | 26 | 27 | 28 | 29 | 30 | 31 | 32 | 33 | 34 | 35 | 36 | 37 | 38 |
| --------- | - | - | - | - | - | - | - | - | - | -- | -- | -- | -- | -- | -- | -- | -- | -- | -- | -- | -- | -- | -- | -- | -- | -- | -- | -- | -- | -- | -- | -- | -- | -- | -- | -- | -- | -- |
| Luogo     | C | T | T | C | T | C | T | C | T | C  | T  | C  | T  | C  | T  | C  | T  | C  | T  | T  | C  | C  | T  | C  | T  | C  | T  | C  | T  | C  | T  | C  | T  | C  | T  | C  | T  | C  |
| Risultato | V | V | N | V | P | P | V | V | V | N  | N  | V  | P  | N  | N  | N  | P  | N  | V  | N  | V  | V  | P  | P  | P  | P  | V  | P  | P  | P  | P  | V  | P  | P  | V  | V  | V  | V  |
| Posizione | 5 | 2 | 2 | 2 | 4 | 5 | 2 | 3 | 2 | 2  | 2  | 1  | 6  | 3  | 3  | 6  | 10 | 11 | 5  | 6  | 6  | 4  | 5  | 6  | 8  | 9  | 8  | 9  | 9  | 10 | 12 | 11 | 11 | 11 | 10 | 10 | 8  | 6  |

Legenda:

Luogo: C = Casa; T = Trasferta. Risultato: V = Vittoria; N = Pareggio; P = Sconfitta.

### Statistiche dei giocatori
| Giocatore     | 3. Liga  | 3. Liga | 3. Liga     | 3. Liga    | Coppa di Germania | Coppa di Germania | Coppa di Germania | Coppa di Germania | Totale   | Totale | Totale      | Totale     |
| Giocatore     | Presenze | Reti    | Ammonizioni | Espulsioni | Presenze          | Reti              | Ammonizioni       | Espulsioni        | Presenze | Reti   | Ammonizioni | Espulsioni |
| ------------- | -------- | ------- | ----------- | ---------- | ----------------- | ----------------- | ----------------- | ----------------- | -------- | ------ | ----------- | ---------- |
| R. Andrich    | 13       | 0       | 1           | 0          | 1                 | 0                 | 0                 | 0                 | 14       | 0      | 1           | 0          |
| D. Baumann    | 18       | 0       | 1           | 1          | 1                 | 0                 | 0                 | 0                 | 19       | 0      | 1           | 1          |
| S. Comvalius  | 31       | 6       | 1           | 1          | 2                 | 0                 | 0                 | 0                 | 33       | 6      | 1           | 1          |
| L. Dürholtz   | 32       | 2       | 3           | 0          | 3                 | 0                 | 0                 | 0                 | 35       | 2      | 3           | 0          |
| J. Eilers     | 36       | 19      | 4           | 0          | 3                 | 3                 | 1                 | 0                 | 39       | 22     | 5           | 0          |
| D. Erdmann    | 24       | 1       | 13          | 1          | 3                 | 0                 | 1                 | 0                 | 27       | 1      | 14          | 1          |
| M. Fetsch     | 15       | 4       | 2           | 0          | 1                 | 0                 | 0                 | 0                 | 16       | 4      | 2           | 0          |
| C. Fiél       | 21       | 0       | 1           | 0          | 2                 | 0                 | 1                 | 0                 | 23       | 0      | 2           | 0          |
| R. Fluß       | 2        | 0       | 0           | 0          | 0                 | 0                 | 0                 | 0                 | 2        | 0      | 0           | 0          |
| M. Hartmann   | 17       | 4       | 3           | 0          | 0                 | 0                 | 0                 | 0                 | 17       | 4      | 3           | 0          |
| M. Hefele     | 31       | 3       | 12          | 1          | 3                 | 0                 | 0                 | 0                 | 34       | 3      | 12          | 1          |
| T. Heppner    | 0        | 0       | 0           | 0          | 0                 | 0                 | 0                 | 0                 | 0        | 0      | 0           | 0          |
| B. Kirsten    | 26       | 0       | 1           | 0          | 2                 | 0                 | 0                 | 0                 | 28       | 0      | 1           | 0          |
| N. Kreuzer    | 32       | 1       | 3           | 0          | 2                 | 0                 | 0                 | 0                 | 34       | 1      | 3           | 0          |
| N. Landgraf   | 0        | 0       | 0           | 0          | 0                 | 0                 | 0                 | 0                 | 0        | 0      | 0           | 0          |
| P. Milde      | 1        | 0       | 0           | 0          | 0                 | 0                 | 0                 | 0                 | 1        | 0      | 0           | 0          |
| Q. Moll       | 32       | 0       | 7           | 0          | 2                 | 0                 | 0                 | 0                 | 34       | 0      | 7           | 0          |
| J. Müller     | 28       | 1       | 5           | 0          | 2                 | 0                 | 0                 | 0                 | 30       | 1      | 5           | 0          |
| J. Müller     | 7        | 0       | 1           | 0          | 0                 | 0                 | 0                 | 0                 | 7        | 0      | 1           | 0          |
| T. Müller     | 11       | 0       | 0           | 0          | 1                 | 0                 | 0                 | 0                 | 12       | 0      | 0           | 0          |
| F. Pfanne     | 1        | 0       | 0           | 0          | 0                 | 0                 | 0                 | 0                 | 1        | 0      | 0           | 0          |
| A. Sabah      | 10       | 0       | 0           | 0          | 2                 | 0                 | 0                 | 0                 | 12       | 0      | 0           | 0          |
| M. Scholz     | 0        | 0       | 0           | 0          | 0                 | 0                 | 0                 | 0                 | 0        | 0      | 0           | 0          |
| M. Stefaniak  | 32       | 2       | 9           | 0          | 3                 | 0                 | 0                 | 0                 | 35       | 2      | 9           | 0          |
| N. Teixeira   | 27       | 2       | 3           | 1          | 2                 | 1                 | 0                 | 0                 | 29       | 3      | 3           | 1          |
| S. Tekerci    | 31       | 5       | 8           | 0          | 3                 | 0                 | 0                 | 0                 | 34       | 5      | 8           | 0          |
| D. Vržogić    | 28       | 0       | 1           | 0          | 3                 | 0                 | 1                 | 0                 | 31       | 0      | 2           | 0          |
| P. Wiegers    | 14       | 0       | 0           | 1          | 1                 | 0                 | 0                 | 0                 | 15       | 0      | 0           | 1          |
| F. Zeldenrust | 11       | 0       | 0           | 0          | 0                 | 0                 | 0                 | 0                 | 11       | 0      | 0           | 0          |